# K1 (tank)
De K1 is een gevechtstank die in de jaren 1980 in de Verenigde Staten werd ontwikkeld en vervolgens door het Zuid-Koreaanse bedrijf Hyundai Rotem gebouwd voor het Zuid-Koreaanse leger. De tank is gebaseerd op de Amerikaanse M1 Abrams.

## K1

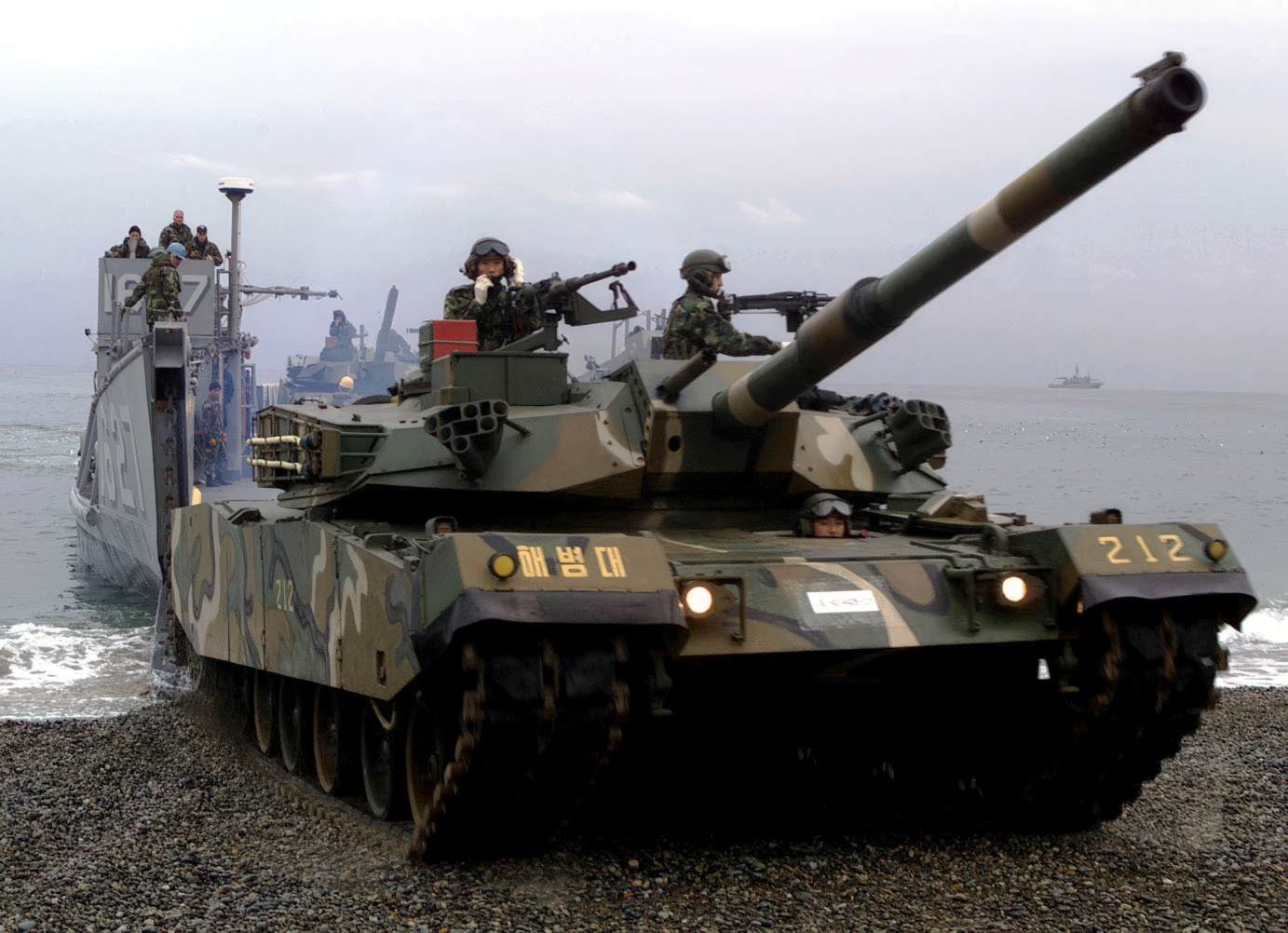
Een Amfibische oefening met de VS in 1994.

In de jaren 1970 had Zuid-Korea de uit de Tweede Wereldoorlog daterende M4 Shermans uit dienst gehaald, en bleven de M47 en M48 Pattons uit de jaren 1950 over als 's lands tankwapen. Intussen had grote vijand Noord-Korea meer en betere T-62-tanks bekomen van de Sovjet-Unie. Zuid-Korea probeerde M60 Pattons te krijgen, maar daarvan konden geen grote aantallen geleverd worden. Een ander plan was de Duitse Leopard 1 in licentie bouwen, maar met de modernere Leopard 2 reeds in ontwikkeling had dat weinig zin. Aldus werd besloten zelf een moderne tank te bouwen. Omdat men daar geen enkele kennis van had, werden buitenlandse ontwerpen geëvalueerd. De Amerikaanse M1 Abrams werd gekozen, en General Dynamics Land Systems ontwikkelde de K1 op basis daarvan.
In 1983 werd een prototype geleverd, en in 1985 begon Hyundai Precision, thans Hyundai Rotem, met de productie in Changwon. In deze productieversie werd de Teledyne Continental-motor verruild voor een in licentie geproduceerde Duitse MTU twaalf-in-lijn dieselmotor die 1200 pk leverde. Deze motor werd gekoppeld aan een ZF LSG 3000-versnellingsbak. Als hoofdwapen werd het Britse Royal Ordnance L7 105 mm-kanon in licentie gemaakt. Dit kanon had de tank gemeen met de Abrams. Het voertuig combineerde een hydropneumatische ophanging met torsiestaven. Dat laat de tank toe door te zakken, waardoor het kanon een grotere elevatie kreeg, en was ook voordelig in bergachtig terrein. Pas in 1987 werd de tank voorgesteld aan het grote publiek. De productie beliep zo'n honderd exemplaren per jaar. Tegen 1998 waren 1027 stuks gebouwd.

## K1A1 en K1A2

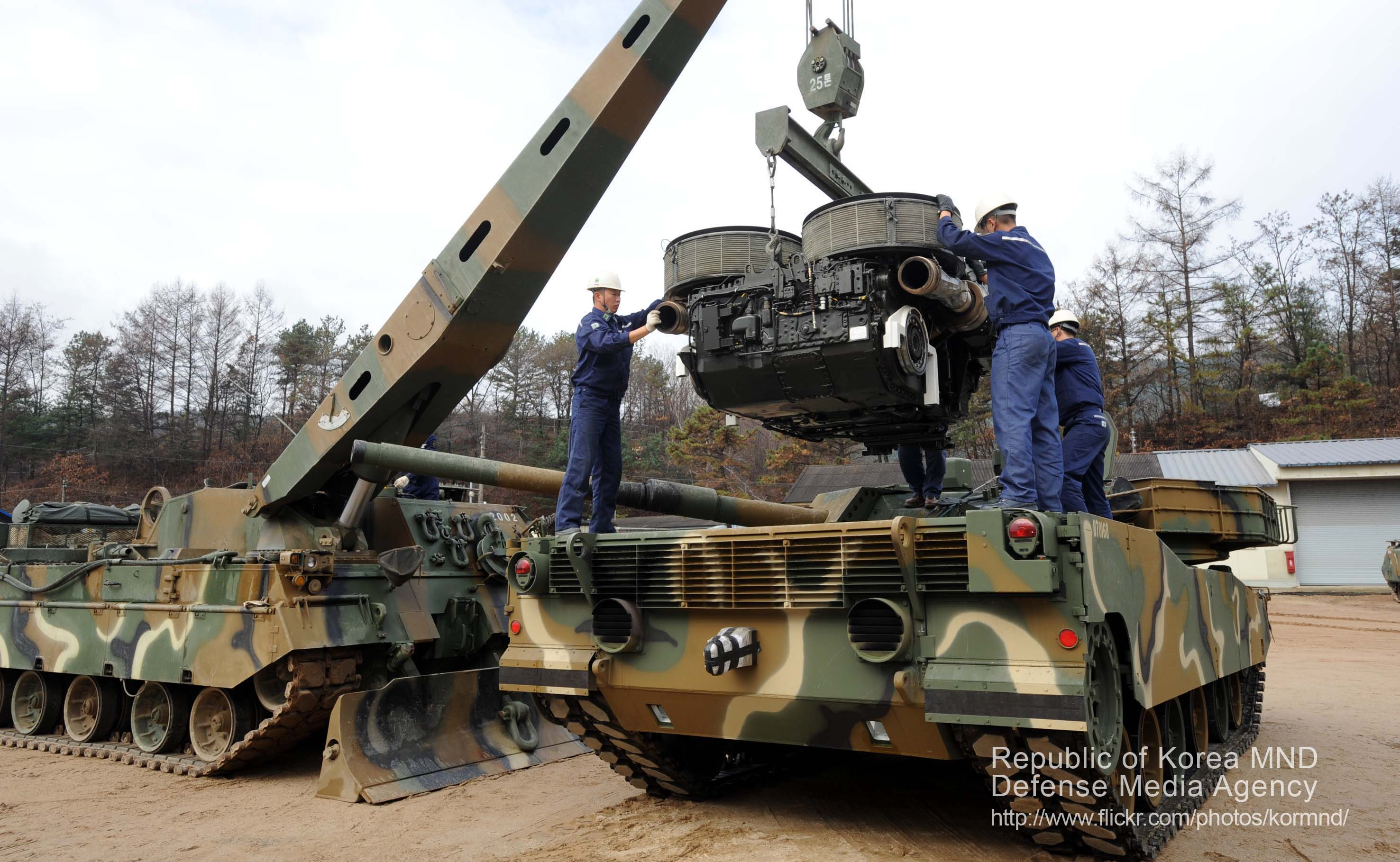
De MTU-motor in november 2011.

In de jaren 1990 werd de tank in Zuid-Korea zelf verder verbeterd tot de K1A1. Het kanon werd vervangen door de Amerikaanse variant van het Duitse Rheinmetall L/44 120 mm-kanon, dat inmiddels ook op de Abrams werd toegepast. Ook het vuurcontrolesysteem, het vizier, de kanonstabilisatie en het pantser werden verbeterd. Het gewicht van de tank ging hierdoor zo'n twee ton omhoog. In 1996 ving de productie van 484 eenheden aan, en in 2001 werd deze versie in dienst genomen bij het Zuid-Koreaanse leger.
In dezelfde periode begon ook de ontwikkeling van de nieuwe K2 Black Panther. Deze moest de oude Pattontanks vervangen en de K1-tanks complementeren. De A1 werd verder verbeterd met de technologieën die voor de K2 werden ontwikkeld. Tussen 2012 en 2022 zouden alle K1A1's verbouwd worden tot deze K1A2-variant.